# Huishoudelijk afval

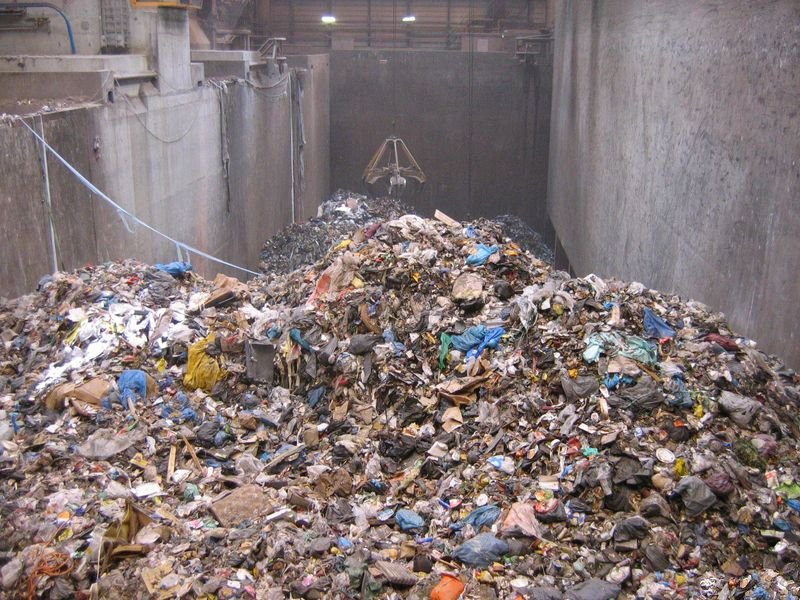
Afval in een bunker bij Attero

Huishoudelijk afval is een verzamelnaam voor het afval dat ontstaat bij het voeren van een particulier huishouden. Het onderscheidt zich daarmee van bedrijfsafval.

## Samenstelling
Huishoudelijk afval bestaat uit een groot aantal materialen. De voornaamste componenten van huishoudelijk afval zijn:
- Plastic: voornamelijk polyetheen (PE), polypropeen (PP), polystyreen (PS), polyethyleentereftalaat (PET) en polyvinylchloride (pvc).[2]
- Organisch materiaal: bijvoorbeeld etensresten en tuinafval.
- Water, aanwezig in vooral het organisch materiaal.
- Papier, uit verpakkingskarton, kartonnen dozen en oude kranten/folders.
- Metaal, verscheidene soorten zoals blik en aluminium, maar ook kleine hoeveelheden koper (uit apparaten).
- Glas, zoals kapotte glazen, potten en gloeilampen.
- Textiel, zoals oude kleding.

Tot het huishoudelijk afval wordt niet gerekend:
- Bedrijfs- en industrieel afval: afval dat bedrijven produceren in de loop van hun productieproces
- Bouw- en sloopafval: Afval dat vrijkomt bij het (ver)bouwen of slopen van gebouwen.
- Grof vuil: meubels, bedden, koelkasten, wasmachines etc. die afgedaan hebben: eigenlijk alles wat niet redelijkerwijze in één vuilniszak past.

## Inzamelen

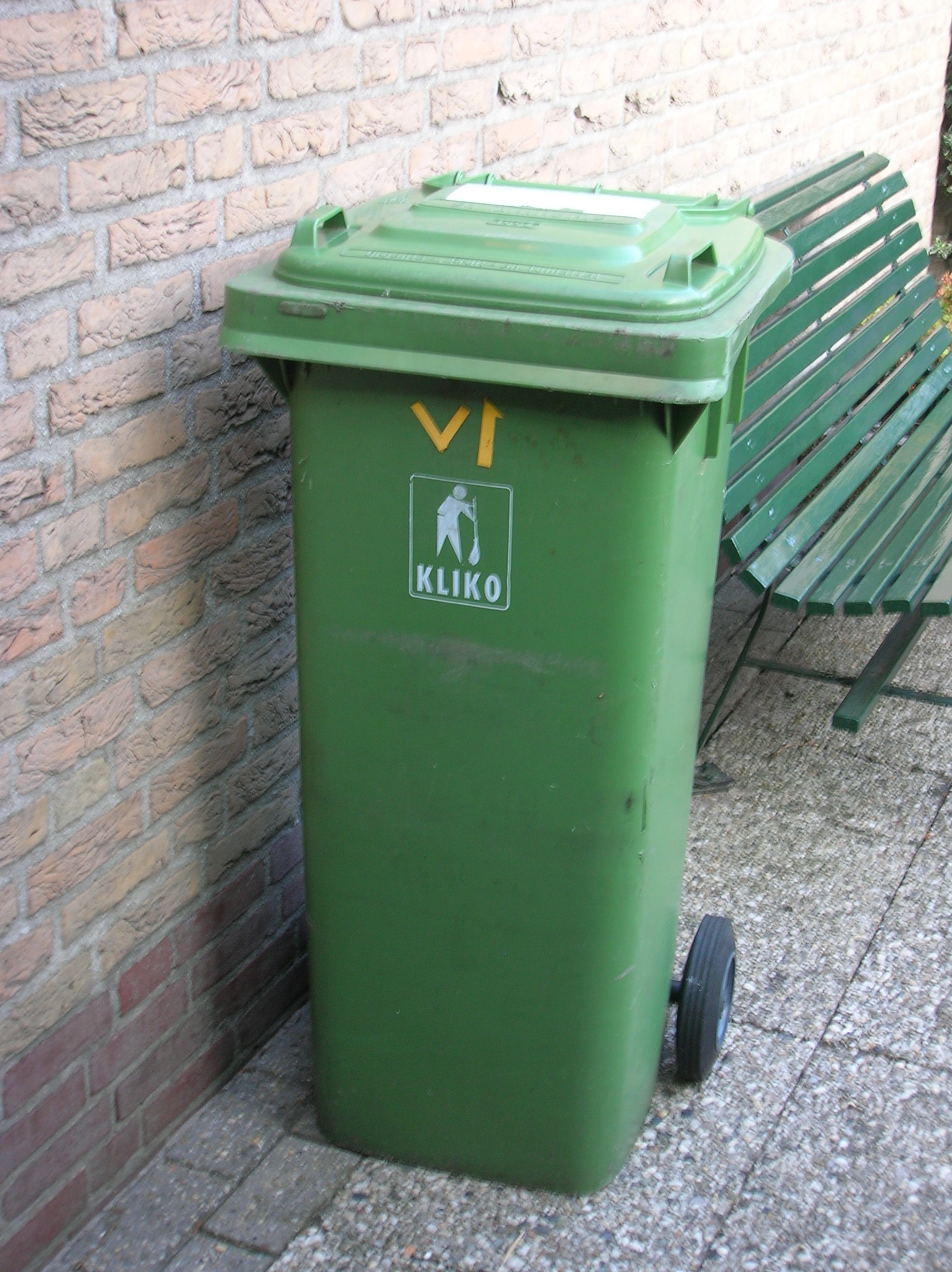
Een groene bak voor gft-afval

Het afval dat wekelijks of tweewekelijks door de vuilnisophaaldienst aan huis opgehaald wordt, wordt vaak in vuilniszakken of in vuilcontainers aan de straat gezet. Bij flats is het ook gebruikelijk om het afval in een stortkoker te gooien, waar het in een grote container terechtkomt, de gebouwbeheerder zorgt dat deze geleegd wordt. In de praktijk bevat dit huisvuil nog vaak afval dat beter gescheiden aangeleverd hadden kunnen worden.
De kleurcodes die af en toe worden gebruikt om het afval aan te duiden, geven de kleur van de bak of zak aan, waarin het betreffende afval verzameld wordt.
In woonwijken wordt het ook steeds gebruikelijker dat het afval niet opgehaald wordt, maar dat mensen dit zelf naar een zogeheten "milieu-eiland" moeten brengen. Dat is een plaats waar ondergrondse vuilcontainers voor alle soorten huishoudelijk afval staan. Deze worden dan regelmatig leeggehaald.
Omdat, uitgezonderd oud papier en glas, het inzamelen van huisvuil meer kost dan het opbrengt, moet er meestal een bijdrage gedaan worden in de ophaal- en verwerkingskosten. Soms is dit een vaste bijdrage, tegenwoordig gebeurt het steeds vaker dat mensen moeten betalen naar rato, in een poging om de hoeveelheid geproduceerd afval te verminderen. Restafval kost dan meer per kilo dan de andere soorten, om het scheiden van afval te stimuleren.
Waar het ophalen gebeurt met vuilcontainers, wordt het gewicht van de container voor en na legen gemeten. Soms moeten er speciale vuilniszakken worden gebruikt, die duurder te zijn dan gewone vuilniszakken en die bedrukt zijn met het logo van de gemeente. Andere zakken worden niet opgehaald, en mensen die regelmatig verkeerde zakken buiten plaatsen, worden beboet.

## Scheiden

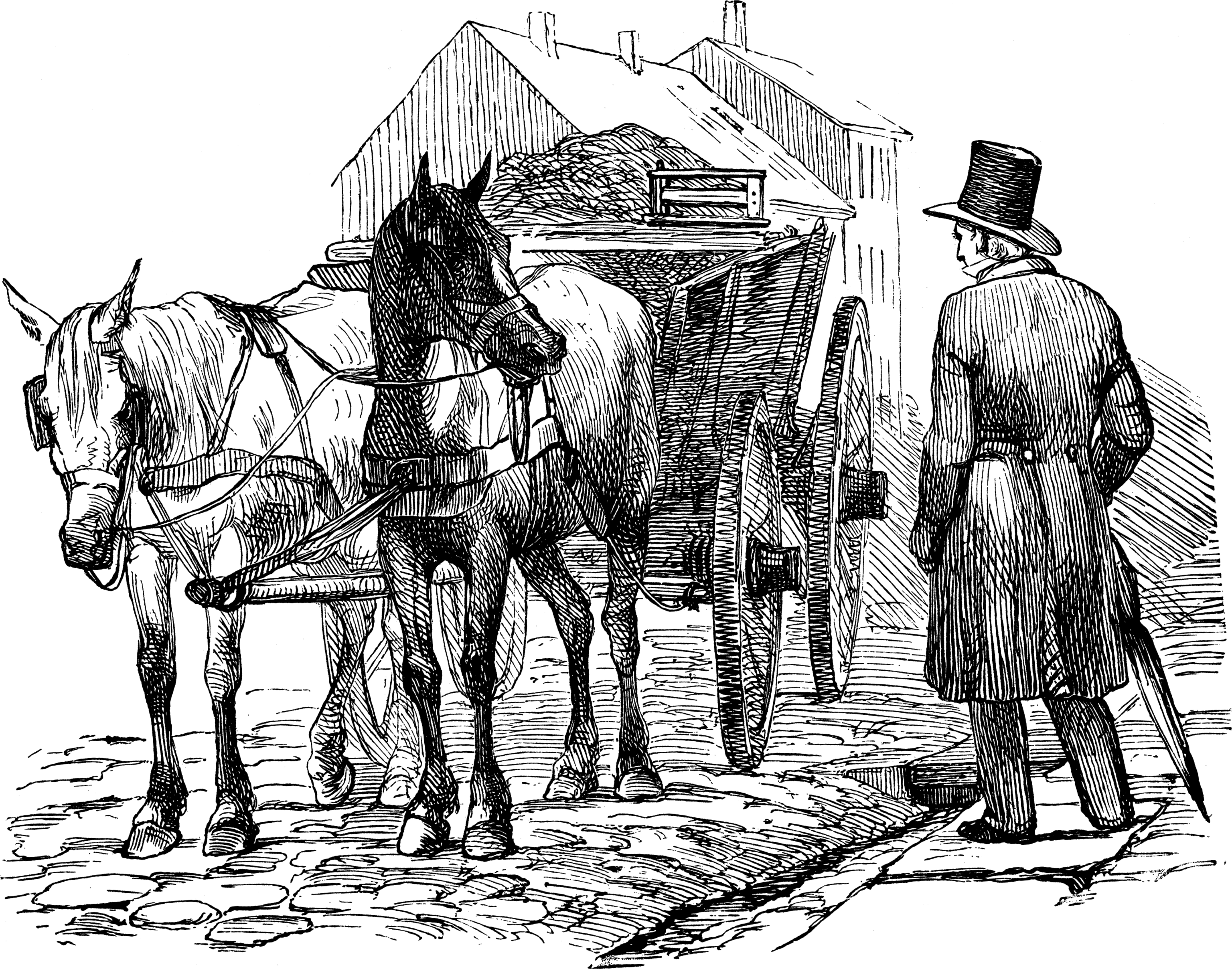
Ophaaldienst in 1913, schilderij van Deen Johan Thomas Lundbye

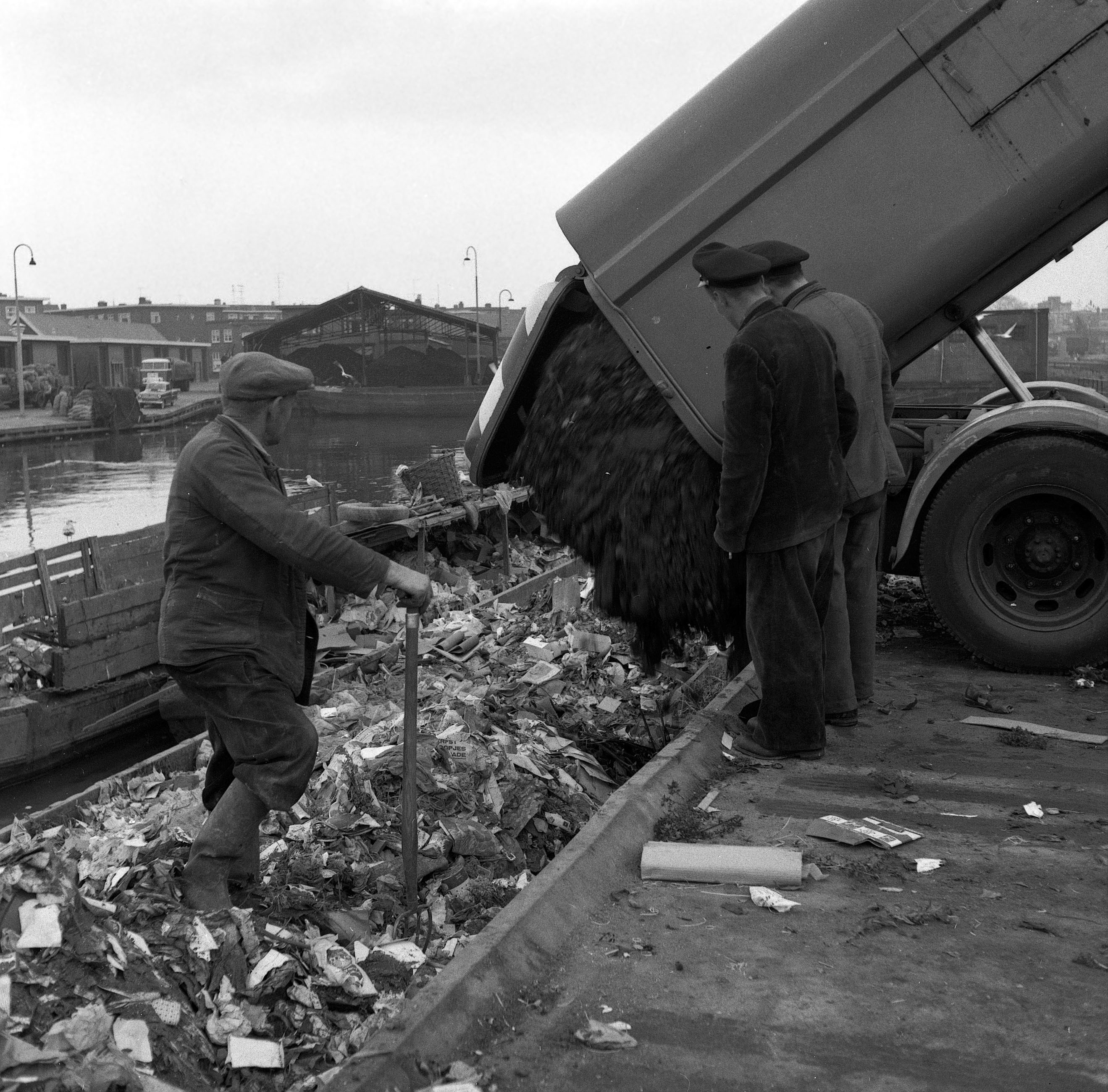
In 1959 werd nog niet gescheiden opgehaald, deze foto is gemaakt in Utrecht

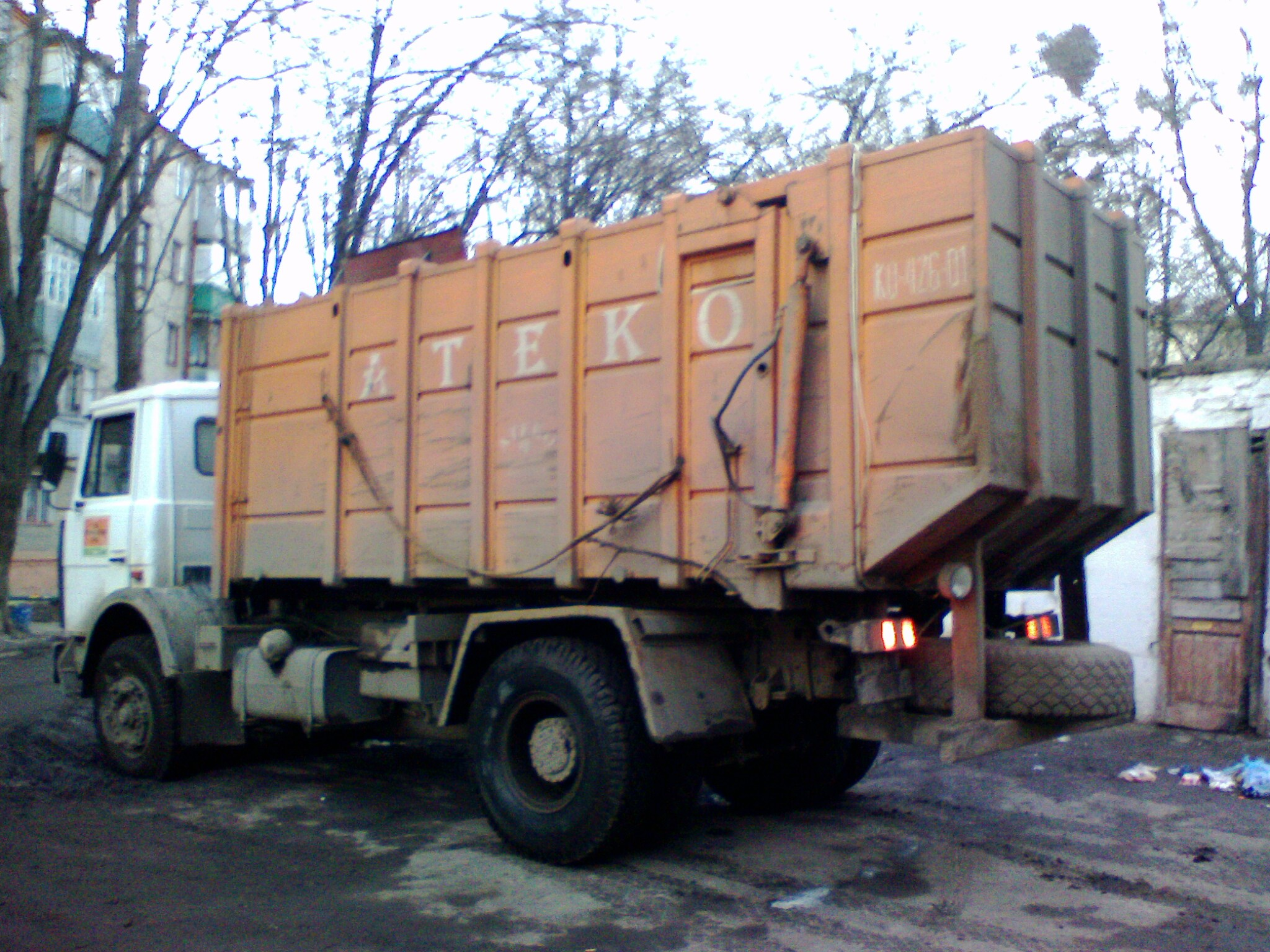
Een vuilniswagen in Oekraïne

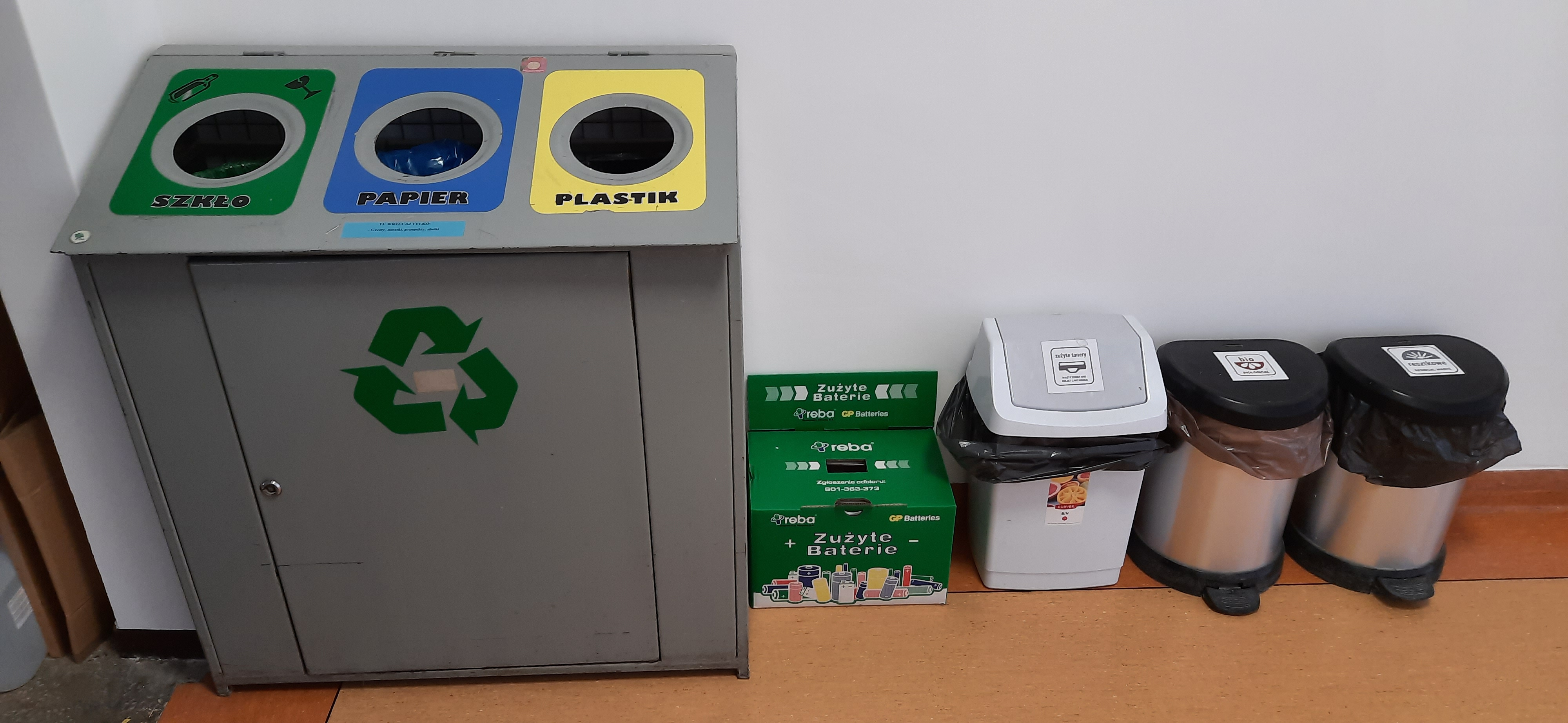
Recyclingpunt aan de Technische Universiteit Gdańsk

Omdat al dit soort afval samen in een zak stoppen en het later weer proberen te scheiden om recyclage mogelijk te maken niet efficiënt is, wordt huishoudelijk afval vaak gescheiden opgehaald. Dat betekent dat mensen het afval thuis al scheiden in verschillende materiaaltypen, en daardoor een betere scheiding mogelijk maken. Per gemeente verschilt hoe het afval gescheiden wordt. De volgende dingen worden vaak afzonderlijk ingezameld:
- Papier- en kartonafval: Vaak wordt dit eens per maand door een school of vereniging opgehaald en vervolgens als oud papier verkocht aan een papierfabriek, als grondstof voor nieuw papier. In Vlaanderen gebeurde dit vroeger ook, maar nu minder en minder omwille van de lage vergoeding. Vlaamse gemeenten organiseren tegenwoordig zelf (maandelijkse) ophalingen.
- Glasafval: Vaak wordt dit niet opgehaald, maar moeten mensen dit zelf in zogenaamde glasbakken storten, soms nog gescheiden in wit, groen en bruin glas.
- Klein chemisch afval (KCA of KGA of Rood afval): KCA is zeer belastend voor het milieu, zowel bij storting als verbranding. Daarom krijgen mensen van de gemeente vaak een chemobox of milieubox, een afsluitbare kist waar KGA in kan. Deze wordt dan eens in de maand opgehaald, of mensen kunnen hem eens in de maand naar een inleverpunt (bijvoorbeeld winkelcentrum) brengen. Ook medicijnafval worden tot het KGA gerekend.
- Groente-, fruit- en tuinafval (gft of groen afval): Al het organische afval kan apart opgehaald worden, meestal gebeurt dit wekelijks of tweewekelijks.
- Plastic flessen, metaal en drankverpakkingen (pmd of Blauw afval) worden vaak samen opgehaald. Hoewel dit verschillende materialen zijn, zijn deze zeer makkelijk te scheiden en kunnen daarom goed samen opgehaald worden.
- Textielafval: Deze wordt soms opgehaald door instanties die deze uitdelen aan zwervers of ontwikkelingslanden. Onbruikbare kleding wordt verkocht als poetsdoek.
- Elektronisch afval: In Nederland kan je deze inleveren bij aankoop van een nieuw apparaat. Voor de verwijdering is bij de aankoop van een apparaat meestal een verwijderingsbijdrage[3] betaald.
- Restafval: Dit bestaat uit al het huisvuil dat niet in de bovenstaande categorieën past.

## Verwerking

### Vormen van verwerking
| Soort verwerking | Plastic                                                | Papier en karton                                       | Glas                                                   | Textiel                                                | Gft                                                    | metalen                                                | KCA en Overige                                         |
| ---------------- | ------------------------------------------------------ | ------------------------------------------------------ | ------------------------------------------------------ | ------------------------------------------------------ | ------------------------------------------------------ | ------------------------------------------------------ | ------------------------------------------------------ |
| Recycleren       | Ja                                                     | Ja                                                     | Ja                                                     | Ja                                                     | Gedeeltelijk                                           | Gedeeltelijk                                           | Gedeeltelijk                                           |
| Verbranden       | Nee †                                                  | Ja                                                     | Nee                                                    | Gedeeltelijk                                           | Ja                                                     | Nee                                                    | Nee                                                    |
| Storten          | Alleen als andere verwerkingsvormen niet mogelijk zijn | Alleen als andere verwerkingsvormen niet mogelijk zijn | Alleen als andere verwerkingsvormen niet mogelijk zijn | Alleen als andere verwerkingsvormen niet mogelijk zijn | Alleen als andere verwerkingsvormen niet mogelijk zijn | Alleen als andere verwerkingsvormen niet mogelijk zijn | Alleen als andere verwerkingsvormen niet mogelijk zijn |

† (Kan kankerverwekkende stoffen bevatten)
Als het restafval is opgehaald worden er soms nog een aantal bewerkingsstappen gedaan voordat het wordt verbrand of gestort.

### Voorbewerking
Een eerste stap is het malen van het afval, zodat de vuilniszakken opengehaald worden en vervolgens al het afval in kleine stukken gemalen wordt. Vervolgens wordt het op een lopende band gelegd, waar een sterke magneet boven hangt. Deze magneet haalt alle ijzer uit het afval voor verwerking. Vervolgens wordt met een luchtstoot al het lichte plastic eruit geblazen.
Een andere aanpak is om het restafval en gft samen te voegen en dit vervolgens in een groot vat te laten composteren. Het voordeel hiervan is dat het afval geheel uitdroogt en methaangas oplevert. Dit methaangas kan dan voorzien in de energiebehoefte van het afvalverwerkingsstation, dat soms zelfs energie kan verkopen. Onder andere de Vagron in Groningen doet dit zo. Het restafval wordt dan, afhankelijk van de vervuiling, gestort of als compost verkocht.

### Storten
Voor het storten wordt al het afval naar een vuilnishoop gebracht. Dit was vroeger vaak een weiland of een meer, maar tegenwoordig worden er speciale maatregelen getroffen om te zorgen dat er geen stoffen in het grondwater kunnen komen. Het vuil klinkt in de loop der jaren in. Als een vuilstort vol is, wordt er vaak een laag aarde op gelegd en een park of golfbaan op aangelegd.

### Verbranding
Het afval wordt eerst enkele weken te drogen gelegd, waarna het in een afvalverbrandingsinstallatie wordt verbrand. Daar komen rookgas, as en slakken bij vrij. Lucht wordt onder het afval gebracht en aangestoken, zodat het zo veel mogelijk verbrandt. De resterende gassen worden, net als het as, gefilterd. De gassen worden door een schoorsteen naar buiten gebracht. De as en de slakken worden verpakt en alsnog gestort.

### Sorteeranalyse
Voor de inzamelaar of ontdoener van huishoudelijk afval bestaat de mogelijkheid om een analyse uit te (laten) voeren. Het bedrijf dat de sorteeranalyse uitvoert kiest bij het storten van het afval een huisvuilwagen (vaak een perskraakwagen) en leegt deze niet op de stortplaats of overslagplaats, maar brengt de inhoud naar een hal, waar de fractie gestort wordt om handmatig uitgesorteerd te worden.
Voordat de sorteeranaalyse start worden een aantal items vastgelegd, zoals totaal gewicht van de fractie, naam van de ontdoener of inzamelaar, de wijk of stadsdeel waarvan het afval afkomstig is en of dit komt van bewoners uit de laagbouw (eengezinswoningen) of uit de gestapelde bouw (hoogbouw) of een mengvorm.
Bij het uitsorteren worden alle fracties eruit gehaald die niet tot het zogenaamde restafval gerekend worden, dus glas, papier, wit- en bruingoed, gft enzovoorts.
Bij het sorteren worden alle fracties afzonderlijk gewogen en in een tabel wordt aangegeven welk percentage ze uitmaken van het totaal.
Voor de ontdoener of inzamelaar zijn de gegevens belangrijk voor de milieuprestatie. Bovendien kan de ontdoener of inzamelaar zijn acties richting de burger beter onderbouwen door dergelijke sorteeranalyses te publiceren, hetzij in de jaarlijkse afvalkrant, dan wel in een (gemeentelijke) infopagina.
Een vergelijkend onderzoek over meerdere jaren toont vervolgens aan of de actie richting de burger succes heeft gehad. Vaak worden voor fracties, die niet in het "restafval" thuishoren alternatieven aangeboden, zoals verwijzing naar een milieustraat of afvalbrengstation of het aanbieden van mogelijkheden om de bedoelde fracties gescheiden aan te bieden, zoals inzameling kca via een chemokar, die huis-aan-huis die fractie kan inzamelen of het plaatsen van korven in diverse wijken, waar de burger takken, groen- en snoeiafval kan deponeren.